# MINExpo International

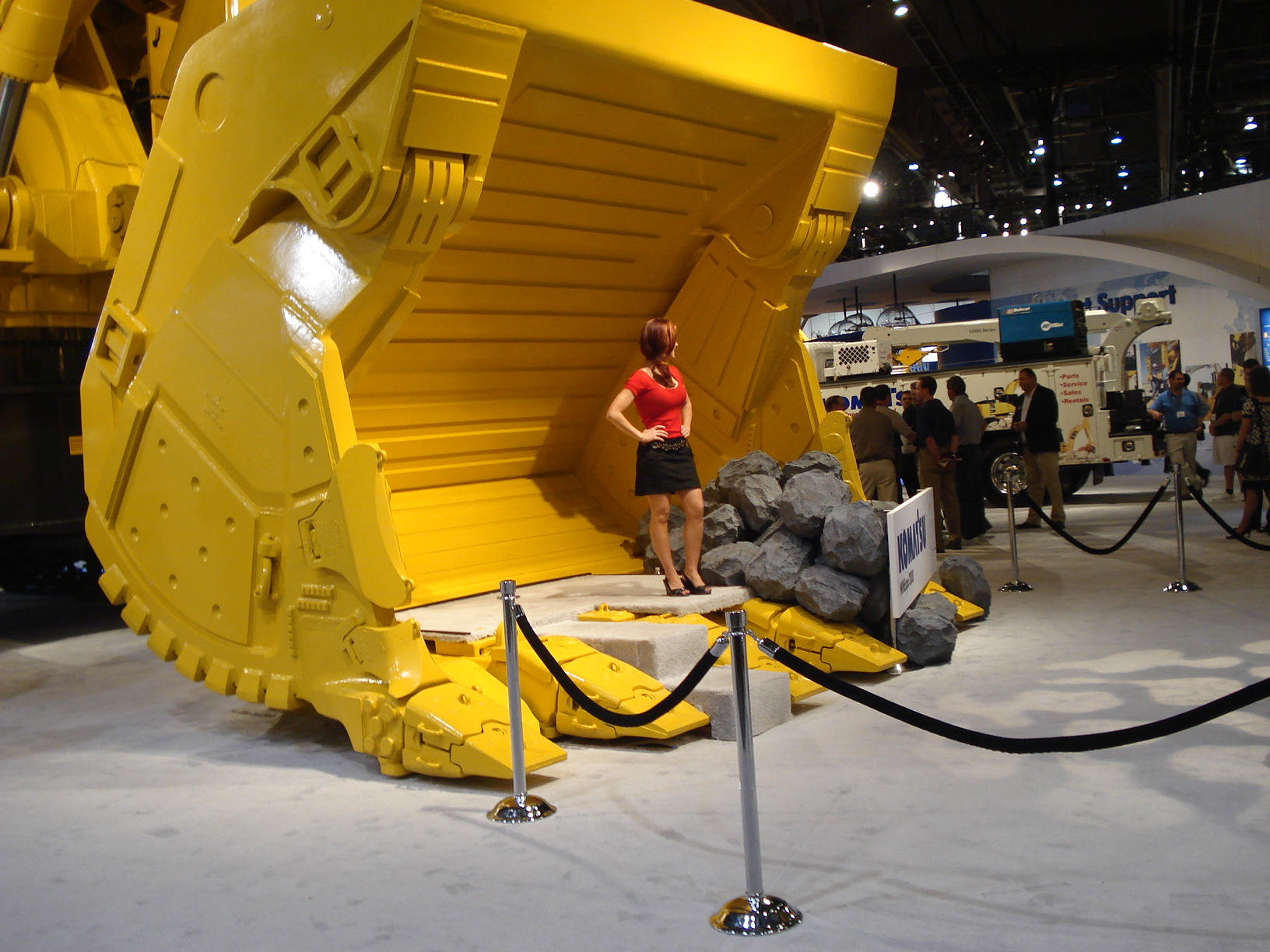
Una modella nella benna di una pala idraulica al MINExpo International del 2008

Il MINExpo International è una fiera sponsorizzata dalla National Mining Association.
L'esposizione è dedicata alle ultime tecnologie nel campo minerario ed ai macchinari utilizzati dell'industria mineraria. L'edizione del 2008 è stata nel suo settore la fiera con maggiori dimensioni al mondo.
Il MINExpo  si tiene ogni quattro anni presso il Convention Center di Las Vegas e la prima edizione risale al 1996. Nel corso dell'edizione del 2008 è stata visitata da più di 44.000 visitatori. L'area espositiva di 56.000 metri quadrati ospitava 1.025 espositori.